# Pero derogata
Pero derogata là một loài bướm đêm trong họ Geometridae.